# Mediaset 3
Mediaset 3 è uno dei multiplex della televisione digitale terrestre a copertura nazionale presenti nel sistema DVB-T italiano. Appartiene a EI Towers S.p.A. interamente posseduta da 2i Towers S.r.l., a sua volta controllata al 100% da 2i Towers Holding S.r.l., che è partecipata per il 40% da Mediaset e per il 60% da F2i TLC 1 S.r.l..

## Caratteristiche
Il Mediaset 3 trasmette in SFN sul canale 38 della banda UHF V in tutta Italia, a eccezione dell'Emilia-Romagna dove trasmette sui canali 22 della banda UHF IV e 38 della banda UHF V, della Sicilia dove trasmette sui canali 28 della banda UHF IV e 41 della banda UHF V e della Sardegna dove trasmette sui canali 29 della banda UHF IV e 38 della banda UHF V. La modulazione usata è QAM-64, FEC 3/4 e intervallo di guardia di 1/4. 

## Storia

### 2006
- 1º giugno 2006: Attivato in tutta Italia il mux in DVB-H sulle frequenze appartenute a Sportitalia.

### 2014
- 2 gennaio 2014: Convertito il mux da DVB-H in DVB-T in tutta Italia. Il mux era in fase sperimentale contenente un solo canale test a bande colorate con una scritta centrale "ASI DR TEST".[1]
- 11 febbraio 2014: Eliminato il canale Test e aggiunti Canale5 HD, Premium Extra 1, Premium Extra 2, Eurosport e Eurosport 2.
- 8 maggio 2014: Aggiunto Premium Extra 3.
- 27 maggio 2014: Eliminati Premium Extra 1 e Premium Extra 2.
- 30 giugno 2014: Aggiunto Premium Calcio HD 2.
- 29 luglio 2014: Eurosport e Eurosport 2 si spostano sull'LCN 384 e 385.
- 9 settembre 2014: Aggiunto Calcio HD Extra; aggiunta la dicitura "provvisorio" a Canale5 HD.
- 18 settembre 2014: Eliminato Canale5 HD - Provvisorio e Premium Extra 3.
- 23 settembre 2014: Aggiunti Fox Sports e Premium Calcio HD.

### 2015
- 23 giugno 2015: Eliminati Calcio HD Extra e Premium Calcio HD 2. Aggiunti Premium Cinema Comedy e Premium Calcio HD.
- 1º luglio 2015: Eliminato Fox Sports.

### 2016
- 8 febbraio 2016: Eliminato Premium Calcio HD e aggiunto Premium Sport 2 HD.

### 2018
- 19 aprile 2018: Eliminato e chiuso Premium Sport 2 HD e aggiunti Sky Sport HD e Test Vetrina.
- 1º giugno 2018: Eliminati Premium Cinema Comedy, Sky Sport HD, Premium Sport HD e Test Vetrina; aggiunti Canale 5 HD, Premium Sport 2, Studio Universal e Investigation Discovery.
- 1º agosto 2018: Spostati Premium Sport 2, Eurosport 1 e Eurosport 2 sui canali 340, 341 e 342.
- 13 agosto 2018: Eliminato Premium Sport 2.
- 6 novembre 2018: Aggiunto Italia 1 HD.

### 2019
- 2 gennaio 2019: Eliminato Studio Universal.
- 28 febbraio 2019: Eliminati Eurosport 1, Eurosport 2 e Investigation Discovery. Aggiunti Rete 4 HD e 20 HD.
- 9 luglio 2019: Aggiunte le LCN 4, 5, 6 e 20 a Rete 4 HD, Canale 5 HD, Italia 1 HD e 20 HD.
- 20 novembre 2019: Aggiunti Virgin Radio TV e R101 TV. Eliminato 20 HD.
- 23 dicembre 2019: Eliminato Virgin Radio TV e aggiunto Radio 105 TV.

### 2020
- 2 marzo 2020: Aggiunto Virgin Radio TV.
- 1º luglio 2020: Aggiunto Mediaset Extra. Eliminati Radio 105 TV, R101 TV e Virgin Radio TV.
- 16 settembre 2020: Aggiunto Mediaset Italia Due.

### 2021
- 20 ottobre 2021: Eliminato Mediaset Italia Due e aggiunto 20 Mediaset HD.

### 2022
- 8 marzo 2022: Mediaset Extra passa in MPEG-4. Eliminati i duplicati di Rete4 HD (LCN 504), Canale5 HD (LCN 505), Italia1 HD (LCN 506) e 20 Mediaset HD (LCN 520). Rinominato 20 Mediaset HD in 20Mediaset HD.
- 28 giugno 2022: Aggiunto il canale Test HEVC Main10.
- 21 dicembre 2022: Aggiunti i duplicati di Rete4 HD (LCN 104, 504), Canale5 HD (LCN 105, 505), Italia1 HD (LCN 106, 506) e 20 Mediaset HD (LCN 120, 520). Mediaset Extra passa all'alta definizione viene rinominato Mediaset Extra HD e viene aggiunto il duplicato all'LCN 556.

## Servizi

### Canali televisivi
Sul multiplex Mediaset 3 sono presenti canali televisivi in chiaro editi da Mediaset.
| LCN        | Canale            | Note |
| ---------- | ----------------- | ---- |
| 4 104 504  | Rete4 HD          | HDTV |
| 5 105 505  | Canale5 HD        | HDTV |
| 6 106 506  | Italia1 HD        | HDTV |
| 20 120 520 | 20Mediaset HD     | HDTV |
| 55 556     | Mediaset Extra HD | HDTV |